# LT vz. 35
Панцер 35 био је немачки назив за чехословачки тенк ЛТ-35 или ЛТ вз. 35, који је користила Немачка почетком Другог светског рата.

## Настанак
Остваривши своју независност после распада Аустроугарске Чехословаци су одлучили да спрече могућност да им је неко поново отме. Резултат тога је била изградња модерних оружаних снага опремљених оружјем произведеним у домовини како би се спречила зависност од спољних фактора. Круна тих напора је изградња тенка ЛТ-35 који у доба свог првог изласка из фабрике „Шкода“ 1935. године није био лошији од било ког тада постојећег.
| Производња       | до 1933 | 1934 | 1935 | 1936    | 1937            | 1938           | 1939                    |
| ---------------- | ------- | ---- | ---- | ------- | --------------- | -------------- | ----------------------- |
| ОА-23            | 9       | -    | -    | -       | -               | -              | -                       |
| ОА-27            | 15      | -    | -    | -       | -               | -              | -                       |
| ОА-30            | -       | 51   | -    | -       | -               | -              | -                       |
| Танкета модел 33 | -       | 70   | -    | -       | -               | -              | -                       |
| Шкода Т-32       | -       | -    | -    | -       | 8               | -              | -                       |
| АХ-IV            | -       | -    | -    | 50      | -               | 83             | -                       |
| ЛТ-34            | -       | -    | 20   | 30      | -               | -              | -                       |
| ЛТ-35            | -       | -    | -    | 15      | 262             | -              | -                       |
| ТНХ серија       | -       | -    | -    | 40(ТНХ) | 15(Р-2) 10(ТНХ) | 61(Р-2) 7(ЛТП) | 50(Р-2) 17(ЛТП) 24(ЛТХ) |

## Ратно деловање
Основни план Чехословачке да се обустави производња и коришћење тенка ЛТ-35 у 1938. години како би се заменио моделом ЛТ-38 пада у воду немачком анексијом ове државе када тај тенк добија данас пуно познатије име Панцер 35.
Како су Немци у то доба највише користили лаке тенкове Панцер I и Панцер II освајање фабрике овог тенка заједно с комплетном дотадашњом производњом је постао за њих „дар с неба“ који им је осигурао нужно потребну помоћ за касније освајање Пољске и Француске. У његовом коришћењу током инвазије Француске било је барем поетске правде - да производ државе предате Немачкој буде употребљен за уништење оног ко их је издао.
Корисност овог тенка за Немачку тога доба је толика да он остаје у употреби све до краја 1941. године иако су га Чехословаци прогласили застарелим још 1938. године и произвели већ тада његовог наследника Панцер 38.

## Опрема
Основно наоружање овог тенка је био његов топ калибра 37 mm који на 1000 метара није могао пробити оклоп дебљи од 26 mm., а на удаљености од 5 метара није могао пробити ништа дебље од 40 mm. Иако то испада мало не сме се заборавити да Панцер I коришћен у Француској уопште није имао топ. Његова највећа дебљина оклопа је износила 22 mm.

## Употреба изван Немачке и Чехословачке
Пре уништења Чехословачке овај тенк је већ био продат Румунији, да би током окупације његови примерци завршили у оружаним снагама земаља као што су Бугарска, Словачка, Мађарска и Италија.
Радећи по лиценци од Панцер 35 тенка Мађарска је произвела нове моделе овог тенка које су достигли тежину од 40 тона што је четири пута више од оригинално замишљене. Бугарска је с друге стране наставила да користи оригиналне примерке ових тенкова до половине педесетих година.